# FreeKs
FreeKs ist eine argentinische Jugendserie, die von Pampa Films und Gloriamundi Producciones für die Walt Disney Company umgesetzt wurde. Die Premiere der Serie fand in Lateinamerika am 28. Juni 2023 auf Disney+ statt. Im deutschsprachigen Raum erfolgte die Erstveröffentlichung der Serie durch Disney+ am selben Tag.

## Handlung
Das Leben von Gaspar, einem talentierten Musiker und Leader der Band FreeKs, nimmt eine unerwartete Wendung, als ihn seine Freunde eines Verbrechen beschuldigen, welches er nicht begangen hat. Dieser Vorwurf hat weitreichende Konsequenzen für Gaspar. Er ist fest entschlossen, seine Unschuld zu beweisen und sein früheres Leben zurückzuerlangen. Gaspar  begibt sich auf die Suche nach dem wahren Täter und tut alles in seiner Macht stehende, um diesen aufzuspüren. In der Zwischenzeit muss Gaspar dabei zusehen, wie seine ehemalige Band von Tag zu Tag immer mehr an Popularität dazu gewinnt. Zeitgleich wird er Zeuge, wie die verbliebenen Bandmitglieder Ulises, Ludovico, Coco und Juani mit dem überwältigenden Erfolg umgehen, und was der Druck und die Gegensätze des Ruhms mit ihnen macht. Während ihrer musikalischen bzw. wahrheitsfindenden Reise durchlaufen alle einen Prozess der Weiterentwicklung, in welchen sie sich beginnen zu hinterfragen, um herauszufinden, wer sie sind, was ihre Ängste sind und wer sie letzten Endes sein wollen.

## Besetzung
| Rolle    | Schauspieler      |
| -------- | ----------------- |
| Gaspar   | Guido Pennelli    |
| Ulises   | Julián Cerati     |
| Ludovico | Alan Madanes      |
| Coco     | Pablo Turturiello |
| Juani    | Gastón Vietto     |
| Ricardo  | Marcelo de Bellis |
| Nina     | Malena Ratner     |
| Gisela   | Julia Tozzi       |
| Oso      | Pablo Sultani     |
| Isabella | Agustina Cabo     |
| Camila   | Yamila Safdie     |
| Charo    | Malena Narvay     |
| Fabiana  | Daniela Améndola  |
| Blas     | Santiago Stieben  |
| Mauricio | Tupac Larriera    |
| Laura    | Mariana Torres    |
| Lolo     | Diego Romero      |
| Enzo     | Alejandro Müller  |

## Episodenliste
| Nr. | Deutscher Titel    | Originaltitel    | Erstveröffentlichung (Lateinamerika) | Deutschsprachige Erstveröffentlichung (D/A/CH) | Regie | Drehbuch |
| --- | ------------------ | ---------------- | ------------------------------------ | ---------------------------------------------- | ----- | -------- |
| 1   | Kurswechsel        | Torcer el rumbo  | 28. Juni 2023                        | 28. Juni 2023                                  | —     | —        |
| 2   | Ich für dich       | Estaré aquí      | 28. Juni 2023                        | 28. Juni 2023                                  | —     | —        |
| 3   | Alles auf Anfang   | Reversiones      | 28. Juni 2023                        | 28. Juni 2023                                  | —     | —        |
| 4   | Das rote Notizbuch | El cuaderno rojo | 28. Juni 2023                        | 28. Juni 2023                                  | —     | —        |
| 5   | Der Fan            | Fan              | 28. Juni 2023                        | 28. Juni 2023                                  | —     | —        |
| 6   | Hexerei            | Brujería         | 28. Juni 2023                        | 28. Juni 2023                                  | —     | —        |
| 7   | Identitäten        | Identidades      | 28. Juni 2023                        | 28. Juni 2023                                  | —     | —        |
| 8   | Happy Birthday     | Feliz cumpleaños | 28. Juni 2023                        | 28. Juni 2023                                  | —     | —        |
| 9   | Wer bist du?       | ¿Quién sos?      | 28. Juni 2023                        | 28. Juni 2023                                  | —     | —        |
| 10  | Ein perfekter Tag  | Un día perfecto  | 28. Juni 2023                        | 28. Juni 2023                                  | —     | —        |
| 11  | Hart an der Grenze | Al límite        | 28. Juni 2023                        | 28. Juni 2023                                  | —     | —        |
| 12  | (Des)Illusion      | (Des) Ilusión    | 28. Juni 2023                        | 28. Juni 2023                                  | —     | —        |
| 13  | Park Hall          | Park Hall        | 28. Juni 2023                        | 28. Juni 2023                                  | —     | —        |